# Joe Knollenberg

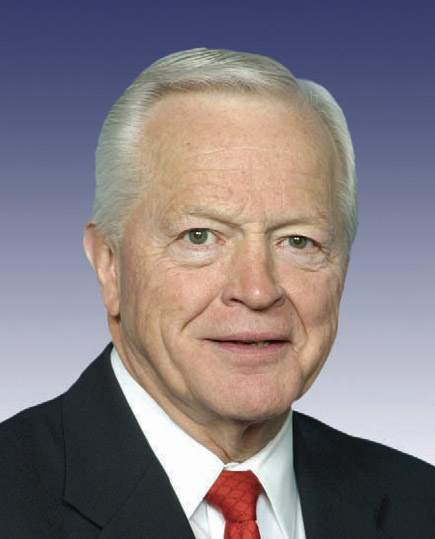
Joe Knollenberg

Joseph „Joe“ Knollenberg (* 28. November 1933 in Mattoon, Illinois; † 6. Februar 2018 in Troy, Michigan) war ein US-amerikanischer Politiker. Zwischen 1993 und 2009 vertrat er den Bundesstaat Michigan im US-Repräsentantenhaus.

## Werdegang
Joe Knollenberg studierte bis 1955 an der Eastern Illinois University in Charleston. Zwischen 1955 und 1957 diente er in der US Army.  Danach arbeitete er über 30 Jahre lang in der Versicherungsbranche. Politisch wurde Knollenberg Mitglied der Republikanischen Partei. Von 1978 bis 1982 leitete er die Partei im Oakland County in Michigan.
Bei den Kongresswahlen des Jahres 1992 wurde er im elften Wahlbezirk von Michigan in das US-Repräsentantenhaus in Washington, D.C. gewählt, wo er am 3. Januar 1993 die Nachfolge von Robert William Davis antrat. Nach sieben Wiederwahlen konnte er bis zum 3. Januar 2009 acht Legislaturperioden im Kongress absolvieren. Seit 2003 vertrat er dort nach einer Neueinteilung der Wahlbezirke als Nachfolger von Dale E. Kildee den neunten Distrikt von Michigan. Im Kongress war Knollenberg zeitweise Mitglied im Bewilligungsausschuss sowie in zwei von dessen Unterausschüssen.
Bei den Wahlen des Jahres 2008 unterlag Knollenberg dem Demokraten Gary Peters. Er hatte mit seiner Frau Sandie zwei Söhne. Marty Knollenberg (* 1963) gehört dem Repräsentantenhaus von Michigan als Abgeordneter an.